# Lars Schache
Lars Schache (22 de abril de 1976) es un deportista alemán que compitió en esgrima, especialista en la modalidad de florete. Está casado con la esgrimidora alemana Anja Müller.
Ganó una medalla de oro en el Campeonato Mundial de Esgrima de 2002 y una medalla de oro en el Campeonato Europeo de Esgrima de 2001, ambas en la prueba por equipos.

## Palmarés internacional
| Campeonato Mundial | Campeonato Mundial  | Campeonato Mundial | Campeonato Mundial  |
| Año                | Lugar               | Medalla            | Prueba              |
| ------------------ | ------------------- | ------------------ | ------------------- |
| 2002               | Lisboa (Portugal)   | Medalla de oro     | Florete por equipos |
| Campeonato Europeo |                     |                    |                     |
| Año                | Lugar               | Medalla            | Prueba              |
| 2001               | Coblenza (Alemania) | Medalla de oro     | Florete por equipos |